# (1712) Ангола
(1712) Ангола (порт. Angola) — типичный астероид главного пояса, который был открыт 28 мая 1935 года южноафриканским астрономом Сирилом Джексоном в обсерватории Йоханнесбурга и был назван в честь государства в Африке — Анголы.

Орбита астероида Ангола и его положение в Солнечной системе
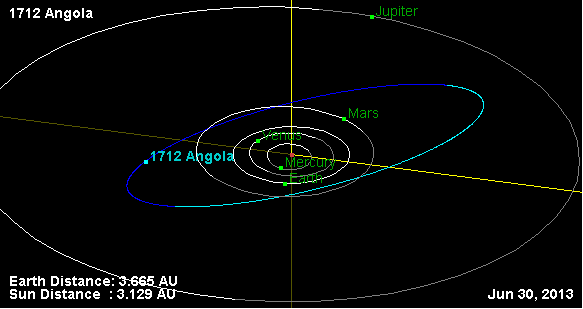
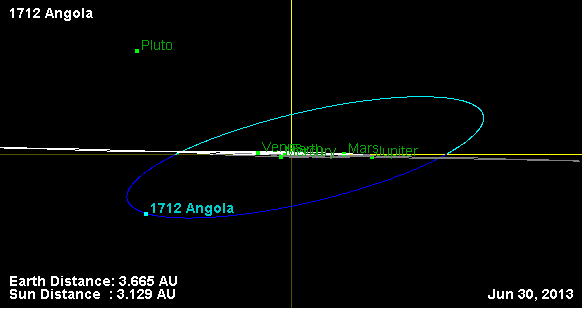